# 이은혜 (교육인)
이은혜(異恩惠, 1906년 4월 21일~1980년 8월 23일)는 대한민국의 정치인 출신의 교육인 겸 철학자이자 대학 교수였다.
영어 이름은 그레이스 리(영어: Grace Lee 그레이스 리[*])였다. 그녀는 대한민국의 1세대 외교관 겸 정치인 윤치영(尹致暎)의 4혼 4취 부인(4번째 배우자)이다. 1945년 9월 18일, 대한여자국민당(대한국민당의 전신)을 창당하였다. 이화학당 여교사, 대한국민당 부총재 등을 지냈다.
고려대학교 정치외교학과 교수 등을 지낸 김병기(金炳基) 교수의 계외조모(繼外祖母, 새 외할머니.)이며 전직 제4대 대한민국 대통령 등을 지낸 해위 윤보선의 숙모(叔母)이기도 하다.
그녀의 본관은 밀양(密陽)이며 그것에 아울러 대한민국의 독립운동가 겸 정치인 철기 이범석(鐵驥 李範奭) 선생의 친조부 이인천(李寅天) 선생의 배우자가 밀양 이씨 부인(密陽 異氏 夫人)이었기에 그녀 또한 이범석(李範奭)과는 간접적으로 먼 인척간이기도 하다.

## 약력
기독교 장로인 이서린의 셋째 딸(삼녀)로 태어났다. 1926년부터 1934년까지 이화학당 여교사 등을 8년 남짓 동안 지냈다. 1934년 이화학당 여교사를 그만두고, 1936년에 만난 윤치영(지난 1926년 2월 7일, 3번째 상배.)과는 이듬해 1937년 10월 8일이라는 어느 늦가을녘에 결혼하여 그로부터 11년 후 1948년 1월 9일, 유일한 소생 윤인선(외동 아들)을 득남하였다.
1945년 9월 18일, 임영신 등의 주도로 인하여 국민당(창당 당시 당명은 조선여자국민당, 이후 개칭한 동당의 당명은 대한여자국민당.)이 창당될 때 부당수가 되었다.
1945년 10월 16일 중화민국·미국 등에서 망명 생활을 하던 대한민국임시정부 지도자이자 독립운동가인 이승만이 긴 해외생활을 끝내고 홀로 귀국하였다. 33년 만에 고국에 돌아온 이승만은 돈암장에 기거하였으며 대한여자국민당의 당수가 되는 임영신과 함께 돈암장을 자주 드나들며 이승만을 도왔다.

## 기타
교회 관련 활동으로는 기독교 권사로 활동했다. 사후 1981년 8월 23일, 당시 그녀의 1주기를 추념과 함께 기념하여 남편 윤치영, 아들 윤인선, 며느리 노호경은 서울 덕수교회에 3500만원을 헌금하기도 했다.

## 가족 관계
- 배우자: 윤치영(尹致映, 1898년 2월 10일 ~ 1996년 2월 9일)
  - 본인: 밀양 이씨 이은혜(1906년 4월 21일 ~ 1980년 8월 23일)
  - 아들: 윤인선(尹仁善, 1948년 1월 9일 ~ )
  - 자부: 노호경(1947년 10월 23일 ~ )
    - 손자: 윤인구(尹寅求, 1972년 ~ )
    - 손자: 윤한구(尹漢求, 1975년 ~ )

외동 아들(윤인선)의 배다른 누나 관련
- 윤인선 이복 누나: 윤성선(尹成善, 1924년 ~ , 전직 숙명여자대학교 교수 역임.)
- 윤인선 이복 자형: 김상석(金相晳, 김성수의 아들)
  - 윤인선 이복 생질: 김병기(金炳基, 1962년 ~ , 고려대학교 교수 역임.)

## 같이 보기
- 제1공화국
- 대한국민당
- 윤치영
- 윤보선
- 임영신
- 이범석
- 김성수
- 김병기
- 이아주
- 윤치호

## 관련 서적
- 윤치영, 《동산회고록:윤치영의 20세기》, (삼성출판사, 1991)
- 윤치호, 《윤치호 일기(1916-1943)》 (김상태 편 번역, 역사비평사, 2001)